# Fuji 1000 km

Fuji International Speedway.

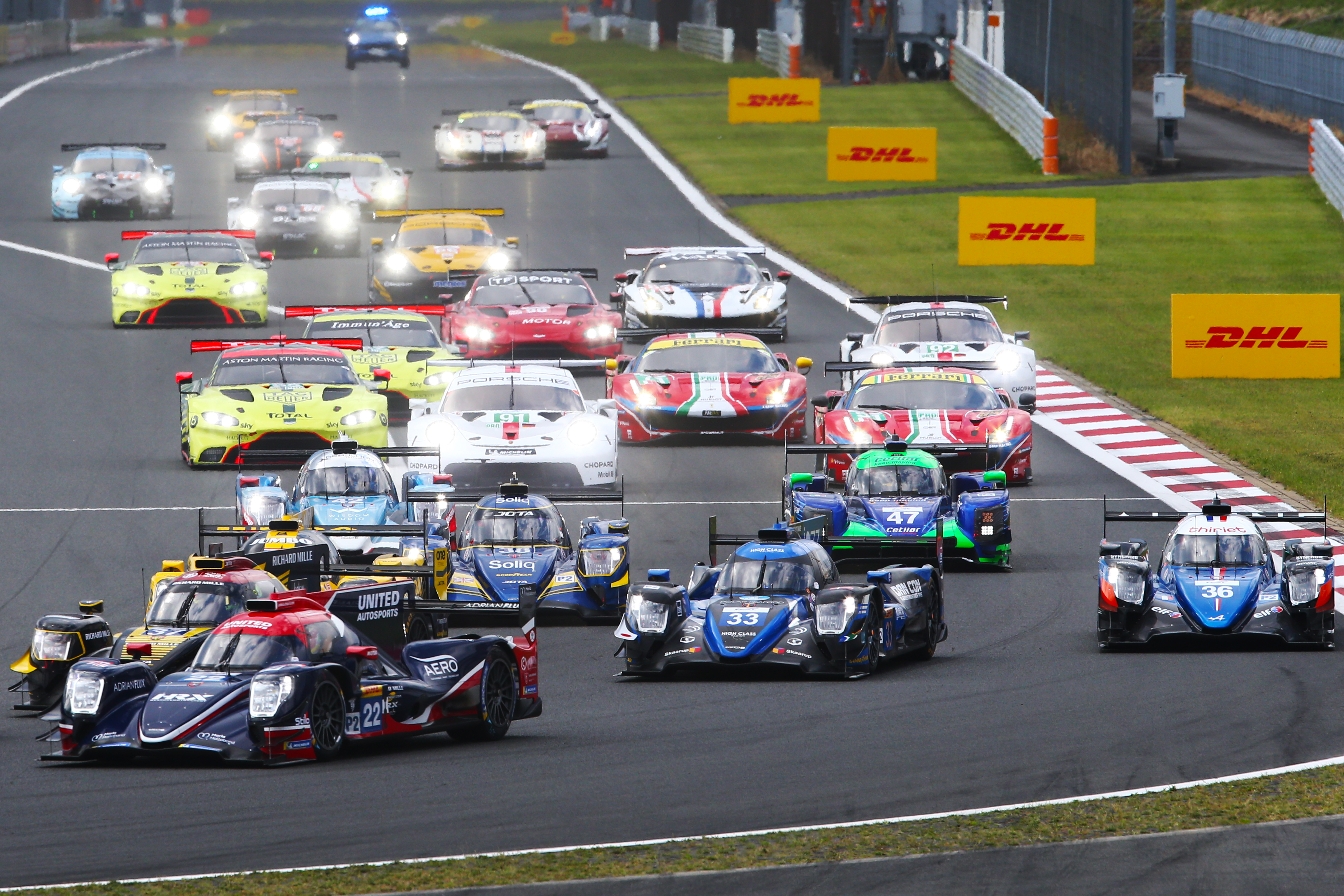
Fuji 6-timmars 2019.

Fuji 1000 km är en långdistanstävling för sportvagnar som körs på Fuji International Speedway i Shizuoka prefektur i Japan.

## Historia
Fuji 1000 km kördes första gången 1982 som en deltävling i sportvagns-VM. Året därpå blev den även en del av det nystartade All Japan Sports Prototype Championship. Loppet kördes årligen fram till 1992. Därefter har man hållit enstaka tävlingar för att återuppväcka intresset för sportvagnsprototyper i Japan.  

## Vinnare
| År        | Förare                                           | Bil                             | Mästerskap                                            |                                 |
| --------- | ------------------------------------------------ | ------------------------------- | ----------------------------------------------------- | ------------------------------- |
| 1982      | Jacky Ickx Jochen Mass                           | Porsche 956                     | Sportvagns-VM                                         |                                 |
| 1983      | Stefan Bellof Derek Bell                         | Porsche 956                     | Sportvagns-VM All Japan Sports Prototype Championship |                                 |
| 1984      | Stefan Bellof John Watson                        | Porsche 956                     | Sportvagns-VM All Japan Sports Prototype Championship |                                 |
| 1985*     | Kazuyoshi Hoshino Akira Hagiwara Keiji Matsumoto | March 85G-Nissan                | Sportvagns-VM All Japan Sports Prototype Championship |                                 |
| 1986      | Paolo Barilla Piercarlo Ghinzani                 | Porsche 956B                    | Sportvagns-VM All Japan Sports Prototype Championship |                                 |
| 1987      | Jan Lammers John Watson                          | Jaguar XJR-8                    | Sportvagns-VM All Japan Sports Prototype Championship |                                 |
| 1988      | Martin Brundle Eddie Cheever                     | Jaguar XJR-9                    | Sportvagns-VM All Japan Sports Prototype Championship |                                 |
| 1989      | Hitoshi Ogawa Paolo Barilla                      | Toyota 89C-V                    | All Japan Sports Prototype Championship               |                                 |
| 1990      | Roland Ratzenberger Naoki Nagasaka               | Toyota 89C-V                    | All Japan Sports Prototype Championship               |                                 |
| 1991      | Kazuyoshi Hoshino Toshio Suzuki                  | Nissan R91CP                    | All Japan Sports Prototype Championship               |                                 |
| 1992      | Geoff Lees Jan Lammers                           | Toyota TS010                    | All Japan Sports Prototype Championship               |                                 |
| 1993-1998 | Inga tävlingar                                   | Inga tävlingar                  | Inga tävlingar                                        | Inga tävlingar                  |
| 1999      | Érik Comas Satoshi Motoyama Masami Kageyama      | Nissan R91CP                    |                                                       |                                 |
| 2000-2006 | Inga tävlingar                                   | Inga tävlingar                  | Inga tävlingar                                        | Inga tävlingar                  |
| 2007      | Hideki Noda Shinsuke Yamazaki                    | Zytek 04S                       | Japan Le Mans Challenge                               |                                 |
| 2008-2011 | Inga tävlingar                                   | Inga tävlingar                  | Inga tävlingar                                        | Inga tävlingar                  |
| 2012      | Alexander Wurz Nicolas Lapierre Kazuki Nakajima  | Toyota TS030 Hybrid             | FIA World Endurance Championship                      |                                 |
| 2013**    | Alexander Wurz Nicolas Lapierre Kazuki Nakajima  | Toyota TS030 Hybrid             | FIA World Endurance Championship                      |                                 |
| 2014      | Anthony Davidson Sébastien Buemi                 | Toyota TS040 Hybrid             | FIA World Endurance Championship                      |                                 |
| 2015      | Timo Bernhard Brendon Hartley Mark Webber        | Porsche 919 Hybrid              | FIA World Endurance Championship                      |                                 |
| 2016      | Mike Conway Kamui Kobayashi Stéphane Sarrazin    | Toyota TS050 Hybrid             | FIA World Endurance Championship                      |                                 |
| 2017***   | Sébastien Buemi Anthony Davidson Kazuki Nakajima | Toyota TS050 Hybrid             | FIA World Endurance Championship                      |                                 |
| 2018      | Mike Conway Kamui Kobayashi José María López     | Toyota TS050 Hybrid             | FIA World Endurance Championship                      |                                 |
| 2019      | Sébastien Buemi Brendon Hartley Kazuki Nakajima  | Toyota TS050 Hybrid             | FIA World Endurance Championship                      |                                 |
| 2020      | Ingen tävling                                    | Ingen tävling                   | Ingen tävling                                         | Ingen tävling                   |
| 2021      | Inställt pga COVID-19-pandemin.                  | Inställt pga COVID-19-pandemin. | Inställt pga COVID-19-pandemin.                       | Inställt pga COVID-19-pandemin. |
| 2022      | Sébastien Buemi Brendon Hartley Ryō Hirakawa     | Toyota GR010 Hybrid             | FIA World Endurance Championship                      |                                 |
| 2023      | Mike Conway Kamui Kobayashi José María López     | Toyota GR010 Hybrid             | FIA World Endurance Championship                      |                                 |
| 2024      | Kévin Estre André Lotterer Laurens Vanthoor      | Porsche 963                     | FIA World Endurance Championship                      |                                 |